# Полулях Сергій Володимирович
Сергі́й Володи́мирович Полуля́х (нар. 13 грудня 1982 — пом. 18 жовтня 2014) — солдат Збройних сил України, учасник російсько-української війни.

## Життєпис
Народився 1982 року в смт Чернігівка (Запорізька область). Проживав з родиною у Енергодарі, де й закінчив ЗОШ № 2. Військову службу в ЗСУ не проходив.
В зону бойових дій пішов добровольцем — з 2 квітня 2014 року, кулеметник-навідник 93-ї окремої механізованої бригади.
Зазнав важких поранень біля села Тоненьке під Донецьком під час відбиття атаки російських збройних формувань на Донецький аеропорт. Після обстрілу важкої артилерії Сергія було поранено — поцілив снайпер, йому надали першу допомогу та відвезли до лікарні в Красноармійськ (нині Покровськ), але врятувати життя не вдалось.
Залишились батьки, брат та вагітна наречена — 2014 року народилася донечка. За два тижні у Сергія мало відбутися весілля.

## Нагороди та вшанування
За особисту мужність і героїзм, виявлені у захисті державного суверенітету та територіальної цілісності України, вірність військовій присязі під час російсько-української війни, відзначений — нагороджений
- 16 січня 2016 року — орденом «За мужність» III ступеня (посмертно)[2]
- Його портрет розміщений на меморіалі «Стіна пам'яті полеглих за Україну» у Києві: секція 4, ряд 5, місце 40
- орден «За заслуги перед Запорізьким краєм» третього ступеня (посмертно; 2017)
- Його ім'я занесено в Книгу пошани міста Енергодара